# 小田坂峠
小田坂峠（おだざかとうげ）は、徳島県美波町北河内登りから恵比須浜田井にかけて存在した峠である。
かつて、阿波五街道の一つである土佐街道が通っていたことで知られる。

## 概要
峠は標高110メートルほど。北河内側から登る際には、小田坂りといい、田井側からはソロバン坂とも言われる。この峠は北河内田井から北河内札場へと抜ける、かつての土佐街道の本線で、阿波藩藩主である蜂須賀氏も通ったと伝わる。かつて道幅は6尺（1.8メートル）ほどあったが、昭和期には、3尺(90センチメートル) ほどになっており、現在は通行困難となっている。

## 一本松
峠には一本松の名で知られる、幹の直径約75センチメートル、高さ15メートルほどの枝が多い名木があった。北河内側からも田井側からも双方からよく見えたが、現在は見られない。峠の頂上付近にはスギの木も植えて目標としている。

## 花折地蔵
峠から200メートル手前には、花折地蔵と呼ばれる石地蔵を祀っていた。この石地蔵はコンクリートの板石で囲んだ中にあり、舟型搭で高さ33センチメートル、幅15センチメートルで正面に地蔵尊の立像が浮彫され、その両側に「明治十五年十月吉日、花折地蔵」の文字があったと伝わる。現在はコンクリートの板石は見えるが、地蔵は存在していない。花折地蔵の名は明治12年の調査書にもあるように昔からあったが、古い地蔵が傷んだために、新しい石像をその当時造ったとみられる。
北河内から田井へ磯釣りに行く人はこの地蔵に花を供え、「魚がよく釣れますように」と祈願して行く習慣があった。また、歯痛にもよく効くと言い伝えられていた。お礼にはぼた餅を供えた。
大正時代に、ある釣り人が釣れなかったので腹を立て、帰りに石地蔵を道の下へ転がし落としたとも伝わる。